# Аборты в Боливии
Аборт в Боливии незаконен, за исключением случаев изнасилования, инцеста или необходимости защиты здоровья женщины. Эта политика является частью Уголовного кодекса, принятого в 1973 году, и действует с тех пор. Из-за сложности получения абортов — даже если аборт действительно подпадает под одно из исключений из закона, необходимо получить судебное разрешение, что может занять очень много времени — многие беременные женщины вместо этого делают небезопасные подпольные аборты. По данным Министерства здравоохранения Боливии, почти все из 67 000 абортов, сделанных в Боливии в 2011 году, были подпольными, и примерно половина женщин, которым они были сделаны, впоследствии нуждались в больничном лечении. Эта практика связана с высоким уровнем материнской смертности в стране.
Попытки изменить закон были предприняты в 2005 году, когда законодатели от Движения за социализм представили законопроект о легализации абортов, но он был быстро отклонён. В 2013 году, через четыре года после введения в действие новой конституции Боливии, Патрисия Мансилла начала судебное разбирательство, призывая Многонациональный конституционный суд объявить многие положения Уголовного кодекса, в том числе закон о запрете абортов, неконституционными.
6 декабря 2017 года Национальное собрание Боливии проголосовало за декриминализацию абортов до восьми недель беременности для «школьниц, подростков или девочек». Хотя в законодательстве не указан возрастной предел, считается, что он применяется к девочкам в возрасте 17 лет и младше. Министр здравоохранения Ариана Камперо поддержала этот закон как меру по снижению материнской смертности, а президент Эво Моралес подписал реформу в качестве закона 15 декабря 2017 года. Однако закон о реформе был полностью отменён 27 января 2018 года в ответ на протесты против его положений, криминализирующих врачебную халатность.